# Ribe Domsogn
Ribe Domsogn er et sogn i Ribe Domprovsti (Ribe Stift).
Ribe Domsogn lå i Ribe købstad, som geografisk hørte til Ribe Herred i Ribe Amt. Ved kommunalreformen i 1970 blev købstaden kernen i Ribe Kommune, der ved strukturreformen i 2007 indgik i Esbjerg Kommune.
Uden for købstaden lå Ribe Domkirke Landsognskommune, også kaldet Øster Vedsted sognekommune. Den blev dannet i 1844 og var under herredets administration. Ved kommunalreformen blev den også indlemmet i Ribe Kommune.
I Ribe Domsogn ligger Ribe Domkirke.
I sognet findes følgende autoriserede stednavne:
- Galgenmark (bebyggelse)
- Gammelhede (bebyggelse)
- Inder Bjerrum (bebyggelse)
- Jernkærmark (bebyggelse)
- Klostermark (bebyggelse)
- Klåby (areal)
- Kosakhøj (areal)
- Lille Kobro (areal)
- Nyhede (bebyggelse)
- Ribe Mark (bebyggelse)
- Ribe Mose (areal)
- Ribe Nørremark (bebyggelse)
- Ribe Søndermark (bebyggelse)
- Store Kobro (areal)
- Tradsborg (bebyggelse)
- Tradsborg Plantage (areal)
- Vestermade (areal)
- Øster Vedsted (bebyggelse, ejerlav)